# Thomas Duane
Thomas K. Duane (sinh ngày 30 tháng 1 năm 1955) là một chính trị gia người Mỹ đến từ New York, từng phục vụ tại Thượng viện bang New York từ năm 1999 đến 2012.
Duane là thành viên đồng tính công khai đầu tiên của Thượng viện bang New York và là thành viên duy nhất như vậy trong nhiệm kỳ của mình ở đó. Ông cũng là thành viên dương tính với HIV. Ông đại diện cho Quận 29 của Thượng viện, trải dài dọc theo West Side của Manhattan từ Phố 85 đến Canal Street, và bao gồm các khu phố sau: Upper West Side, Hell's Kitchen, Chelsea, Greenwich Village, và một phần của East Side, bao gồm East Village, Thị trấn Stuyvesant, Peter Cooper Village và Waterside Plaza.

## Tuổi thơ và giáo dục
Duane có bằng về Nghiên cứu Đô thị và Hoa Kỳ tại Đại học Lehigh. Sinh ra tại Bệnh viện Pháp cũ trên phố Tây 30 ở Manhattan, ông được nuôi dưỡng tại Flushing, Queens, nơi ông học trường St. Andrew Avellino và Trường Trung học Holy Cross (Flushing).  Sau khi bắt đầu sự nghiệp với tư cách là một nhà môi giới chứng khoán ở Phố Wall, ông chuyển sang làm dịch vụ công cộng bằng cách tình nguyện cho hội đồng cộng đồng của mình và làm việc cho nhà soạn nhạc thành phố lúc đó Elizabeth Holtzman. Năm 2004, Duane hoàn thành chương trình Chính phủ John F. Kennedy của Đại học Harvard cho các Giám đốc điều hành cấp cao trong Chính quyền bang và chính quyền địa phương với tư cách là thành viên lãnh đạo Viện Chiến thắng LGBTQ David Bohnett.
Anh trai của ông, John F. Duane, đã phục vụ tại Quốc hội New York năm 1983–84 đại diện cho Quận hội 26 ở Queens. Duane's partner of 25 years is Louis Webre.